# Komisariat Straży Celnej „Dusocin”

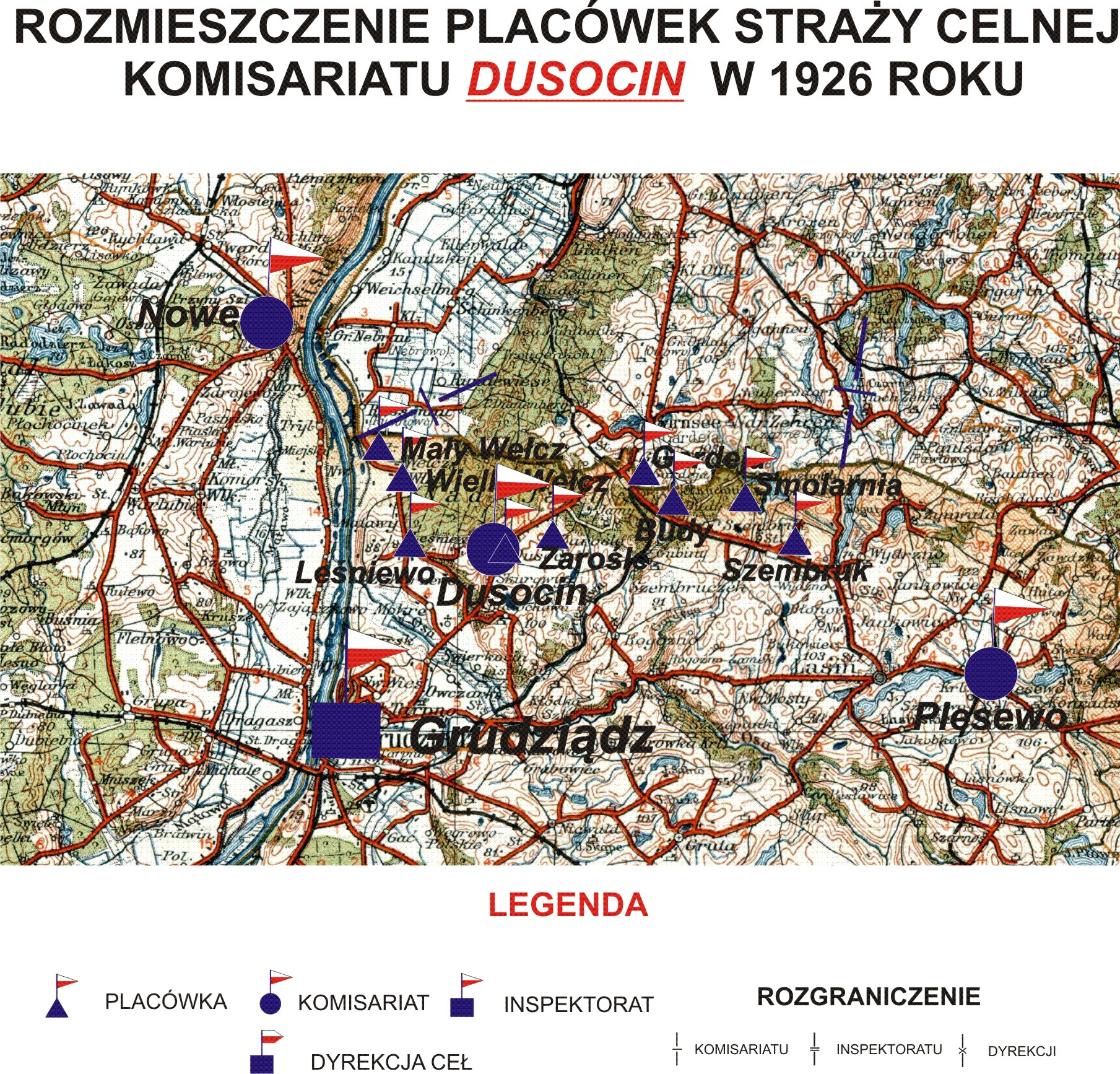
Rozmieszczenie placówek SC komisariatu "Dusocin" w 1926

Komisariat Straży Celnej „Dusocin” – jednostka organizacyjna Straży Celnej pełniąca służbę ochronną na granicy polsko-niemieckiej w latach 1921–1928.

## Formowanie i zmiany organizacyjne
Na wniosek Ministerstwa Skarbu, uchwałą z 10 marca 1920 roku, powołano do życia Straż Celną. Od połowy 1921 roku jednostki Straży Celnej rozpoczęły przejmowanie odcinków granicy od pododdziałów Batalionów Celnych. W 1922 roku w Dusocinie stacjonował sztab 2 kompanii 16 batalionu celnego. Pododdziały 16 batalionu celnego zostały zluzowane przez strażników celnych 14 marca 1922 roku o godzinie 12:00 . Proces tworzenia Straży Celnej trwał do końca 1922 roku. Komisariat Straży Celnej „Dusocin”, wraz ze swoimi placówkami granicznymi, wszedł w podporządkowanie Inspektoratu Straży Celnej „Grudziądz”.
W drugiej połowie 1927 roku przystąpiono do gruntownej reorganizacji Straży Celnej. W praktyce skutkowało to rozwiązaniem tej formacji granicznej. Rozporządzeniem Prezydenta Rzeczypospolitej Polskiej Ignacego Mościckiego z 22 marca 1928 roku w jej miejsce powoływano z dniem 2 kwietnia 1928 roku Straż Graniczną.
Rozkazem nr 1 z 12 marca 1928 roku w sprawach organizacji Mazowieckiego Inspektoratu Okręgowego, Naczelny Inspektor Straży Celnej gen. bryg. Stefan Pasławski powołał komisariat Straży Granicznej „Łasin” z podkomisariatem Dusocin, który przejął ochronę granicy od rozwiązywanego komisariatu Straży Celnej.
Rozkazem Mazowieckiego Inspektora Okręgowego nr 8 z 18 lipca 1928, komisariat SG „Łasin” powstał na bazie komisariatu  „Plesewo” i komisariatu „Dusocin”. Komisariat „Dusocin” przemianowano na podkomisariat „Dusocin” z placówkami I linii Gardeja i Wielki Wełcz oraz II linii Dusocin i Grudziądz.

## Służba graniczna
Sąsiednie komisariaty
- komisariat Straży Celnej „Plesewo” ⇔  komisariat Straży Celnej „Nowe” − 1926

## Funkcjonariusze komisariatu
Kierownicy
- podkomisarz Władysław Włodarek (był w 1927)
- Komisarz Feliks Kustosz (– V 1928[11])

Obsada personalna w 1926;
- kierownik komisariatu – podkomisarz Władysław Włodarek
- pomocnik kierownika komisariatu – przodownik Stanisław Adamczak

## Struktura organizacyjna
Organizacja komisariatu w 1926 roku:
- komenda – Dusocin
- placówka Straży Celnej „Mały Wełcz”
- placówka Straży Celnej „Wielki Wełcz”
- placówka Straży Celnej „Leśniewo”
- placówka Straży Celnej „Dusocin”
- placówka Straży Celnej „Zarośle”
- placówka Straży Celnej „Gardeja”
- placówka Straży Celnej „Budy”
- placówka Straży Celnej „Smolarnia”
- placówka Straży Celnej „Szembruk”